# 芒

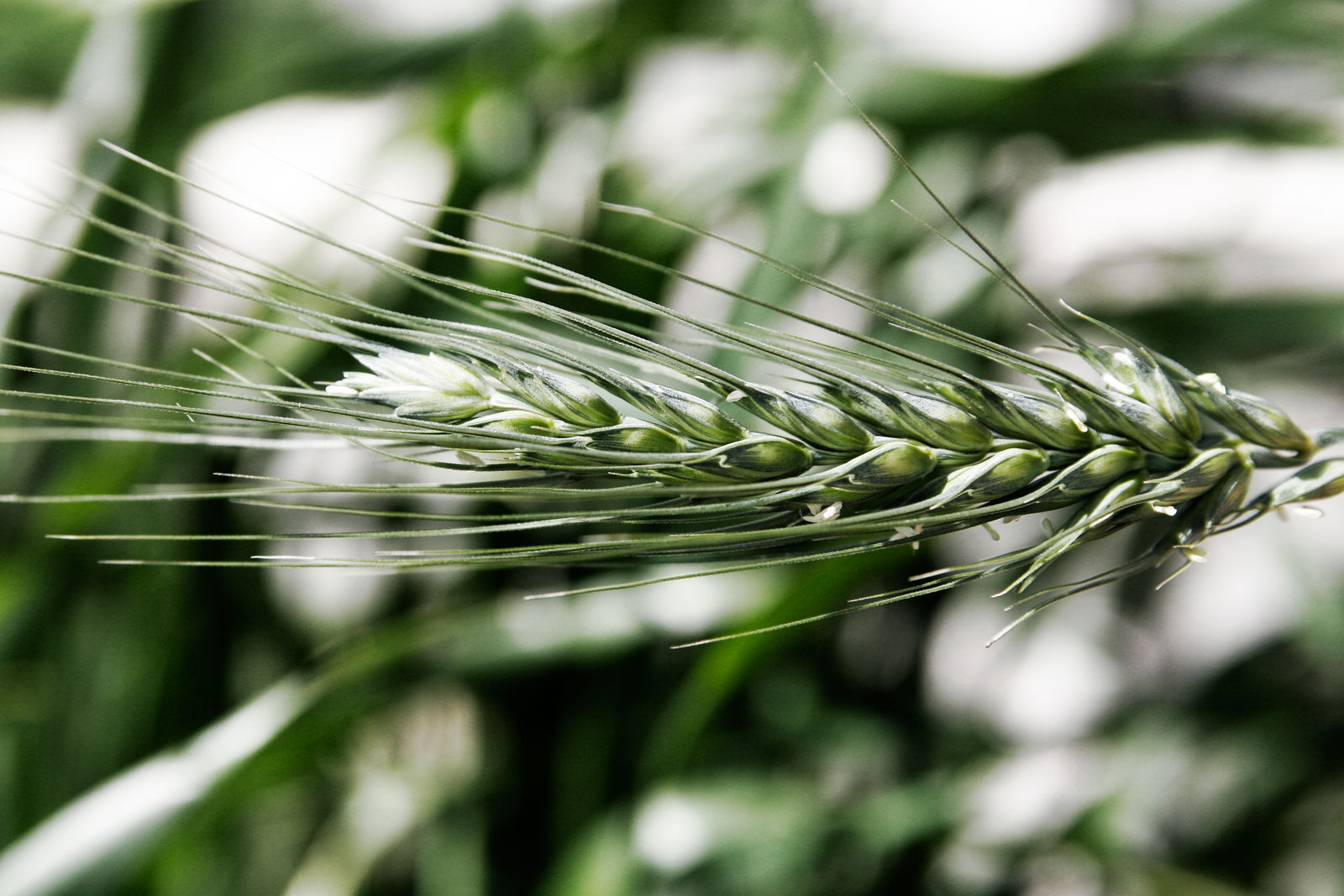
芒をもつライムギの小穂

芒（のぎ）は、コメ、ムギなどイネ科の植物の小穂を構成する鱗片（穎）の先端にある棘状の突起のこと。のげ、ぼう、はしかとも言う。ススキのことを芒とも書くが、これに似たイネ科の植物にオギ（荻）がある。ススキには芒があるが、オギには芒がない。二十四節気のうち芒種（ぼうしゅ）は、芒を持つ植物の種を蒔く時期のことである。また、陶器などの表面に現れる芒状の細長い斑紋を芒になぞらえて芒目（のぎめ）と呼ぶ。

## 植物学的観点
イネ科植物の穂は小穂と呼ばれる単位から構成されているが、これは元来はそれ自体が花序であり、いくつかの花とそれを包む包から構成されている。実際には、それらは互いに接近して小さくなり、鱗片に花が包まれたようになっている。この鱗片を穎という。穎は様々な形であり得るが、よく見られる特徴としてその主脈の先端が鱗片の縁を越えて突出する場合がある。全体としては鱗片の先端から針状の突起がでることになり、この突出部分を芒という。イネ科植物の芒は単に鱗片の先の伸びたものと言うよりは、針状の突起となり、往々にして硬い。まっすぐに伸びるものもあるが、途中ではっきりした曲がりを持つ例もある。
芒があるかどうかは種を区分する上で重要な特徴になる場合がある。他方、イネやイヌビエ等、種内で芒の有る無し、あるいはその長短に変異が見られる例もある。
カヤツリグサ科の花も小穂となっており、その鱗片の先端が伸びる例もある。それを芒端というが、イネ科のもののように針状になるものではない。

## 役割
チヂミザサでは芒に粘液を持ち、それによって動物に付着し、種子の散布をはかる。クリノイガでは芒がかぎ状になっており、これで動物の毛に絡まって、やはり種子散布に関わると考えられる。